# کولهون اف.کا.۵۱
کولهون اف.کا. ۵۱ (به انگلیسی: Koolhoven_F.K.51) یک هواگرد ملخ‌پیشین تک‌موتوره از نوع هواگرد آموزشی، شناسایی ساخت شرکت Koolhoven است. هواگرد کولهون اف.کا. ۵۱ نخستین پروازش را در ۱۹۳۵ میلادی انجام داد. در مجموع، تعداد ۱۴۲ فروند از این هواگرد ساخته شده است.